# Kholūzīn
Kholūzīn (persiska: خلوزین, خُلُوزين, خَلُّزين, خِلُوزين) är en ort i Iran.   Den ligger i provinsen Markazi, i den nordvästra delen av landet, 250 km sydväst om huvudstaden Teheran. Kholūzīn ligger 1 650 meter över havet och antalet invånare är 191.
Terrängen runt Kholūzīn är platt åt nordost, men åt sydväst är den kuperad.Runt Kholūzīn är det ganska tätbefolkat, med 120 invånare per kvadratkilometer. Närmaste större samhälle är Mīlājerd, 15,2 km nordost om Kholūzīn. Trakten runt Kholūzīn består till största delen av jordbruksmark.